# پانزده‌ساله و باردار
زن باردار و پانزده ساله (به انگلیسی: Fifteen and Pregnant) فیلمی محصول سال ۱۹۹۸ و به کارگردانی سم پیلسبوری است. در این فیلم بازیگرانی همچون کیرستن دانست، پارک اورال، دیوید اندروز، جولیا ولان، کتی سکف ایفای نقش کرده‌اند.